# 정약전
정약전(丁若銓, 1758년 4월 8일(음력 3월 1일)~1816년 6월 30일(음력 6월 6일))은 조선 후기의 문관, 실학자, 저술가, 생물학자이다. 본관은 나주, 자는 천전(天全), 호는 손암(巽庵), 일성(一星), 매심(每心)이다. 정약현(丁若鉉)의 동생이며, 정약종, 정약용의 형이다.
흑산도 연해의 어류 생태계를 연구, 기록한 실학서 《자산어보》의 저자이다.

## 생애
1758년(영조 34년) 양력 3월 1일, 경기도 광주부 마재(또는 마현(馬峴), 지금의 남양주시 조안면 능내리)에서 진주목사를 지낸 정재원(丁載遠)의 차남으로 태어났다. 어머니는 정재원의 두 번째 부인인 윤소온(尹小溫)으로 해남 윤씨 가문에 고산 윤선도(孤山 尹善道)의 5대손이다. 외조부는 윤덕렬이고 외증조부는 윤두서이다. 어머니가 아들 셋을 얻는 꿈을 꾸고 낳았기 때문에 아명(兒名)을 삼웅(三雄)이라 하였다. 정약현은 이복형, 정약종과 정약용은 동복동생이다.
1776년(영조 52년) 아버지 정재원이 호조좌랑에 오르면서 서울로 왔다. 성호 이익의 학문을 계승한 권철신 문하에서 수학하며, 이윤하, 이승훈, 김원성 등과 교유했고, 이들을 통해 서양의 학문과 사상을 접했다.
1779년(정조 3년) 스승 권철신이 여주 주어사(走魚寺)에서 연 강학회에서 이벽 등과 함께 천주교 교리를 토론하며 천주교 신앙을 받아들였다.
1783년(정조 7년) 사마시(소과)에 합격했다.
1784년 베이징에서 세례를 받고 온 이승훈의 주도로 김범우의 집에 세운 조선 최초의 천주교회에서 동생 약종과 약용, 이벽 등과 함께 주일 미사와 강론 등 천주교 종교 활동을 했고, 가성직제도 하에서 사제직까지 수행하면서 초기 천주교 전파의 핵심적 역할을 했다. 이 시기에 동생들은 세례를 받았지만, 정약전은 베이징에 가서 받을 생각으로 받지 않았다. 이 활동은 1785년 4월, 형조(刑曹)에 적발되었지만, 김범우 이외의 교인은 처벌을 받지 않았다. (을사추조적발사건)
1790년(정조 14년) 증광별시에 병과(丙科)로 급제하여, 부정자(副正字)와 병조좌랑(정6품)을 지냈다. 1798년(정조 22년), 정조의 명으로 경기도 출신 인물들을 평한 《영남인물고》(嶺南人物考) 편찬에 참여했다.
1801년(순조 1년), 신유박해에 연루되어 전라도 신지도에 유배되었다가, 조카사위인 황사영의 백서 사건으로 흑산도로 이배되었다. 유배 생활을 하며 서당을 지어 섬 아이들을 가르쳤고, 흑산도 연해에 서식하는 어류를 직접 관찰하고 연구하여 쓴 우리나라 최초의 해양생물학 전문서 《자산어보》, 조선 조정의 소나무 정책을 비판한 《송전사의》, 흑산도 홍어 상인 문순득의 표류기인 《표해시부》 등을 남겼다.
1817년(순조 16년), 유배 16년 만에 내흑산 우이도(牛耳島)에서 60세를 일기로 사망했다.

## 가족
- 조부, 정지해(丁志諧)
- 조모, 풍산 홍씨 홍길보(洪吉輔)의 딸
  - 아버지, 정재원(丁載遠)
  - 전모, 의령 남씨 남하덕(南夏德)의 딸
    - 이복형, 정약현(丁若鉉)

  - 생모, 해남 윤씨 윤덕렬(尹德烈)의 딸 윤소온(尹小溫)
    - 본인, 정약전
    - 아내, 풍산(豊山) 김씨(金氏), 김서구(金敍九)의 딸
      - 장자, 정학초(丁學樵, 1791년 3월 14일(음력 2월 10일) ~ 1807년 8월 22일(음력 7월 19일)[7]) : 자는 어옹(漁翁)
      - 차자, 정학무(丁學武) : 자는 경무(景武)
        - 손자, 정대빈(丁大彬  1836년~1859년) : 자는 치문(致文)

      - 아들, 정학승(丁學乘), 숙부 정약황의 양자가 됨

    - 남동생, 정약종(丁若鍾)
    - 남동생, 정약용(丁若鏞)
    - 누이, 나주(羅州) 정씨(丁氏), 이승훈(李承薰)에 출가
    - 누이, 나주(羅州) 정씨(丁氏), 채제공의 서자 채홍근(蔡弘謹)에 출가
    - 누이, 나주(羅州) 정씨(丁氏), 이중식(李重植)에 출가

  - 서모, 김씨(金氏)
    - 이복 동생, 정약횡(丁若鐄)

## 저서
- 《자산어보(玆山魚譜)》 : 조선 지역의 해양생물학 전문서
- 《송정사의(松政私議)》 : 조선 조정의 소나무 관련 정책에 대한 비판문
- 《표해시말(漂海始末)》 : 어물 장수 문순득의 표류기

## 정약전이 등장한 작품
- 드라마 《소설 목민심서》(2000, KBS 2TV, 김규철 분)
- 소설 《흑산》(2011, 김훈 작)
- 영화 《자산어보》(2021, 설경구 분)

## 참고 자료
- 정약용, 《여유당전서》 제1집, 〈시문집〉 권15, 둘째 형 정약전 묘지명[先仲氏墓誌銘]

## 같이 보기
- 정약종
- 정약용
- 자산어보
- 신유박해
- 신안 우이도 유암총서와 운곡잡저